# Rischio

Simbolo di pericolo generico, definito dalla norma ISO 7010.

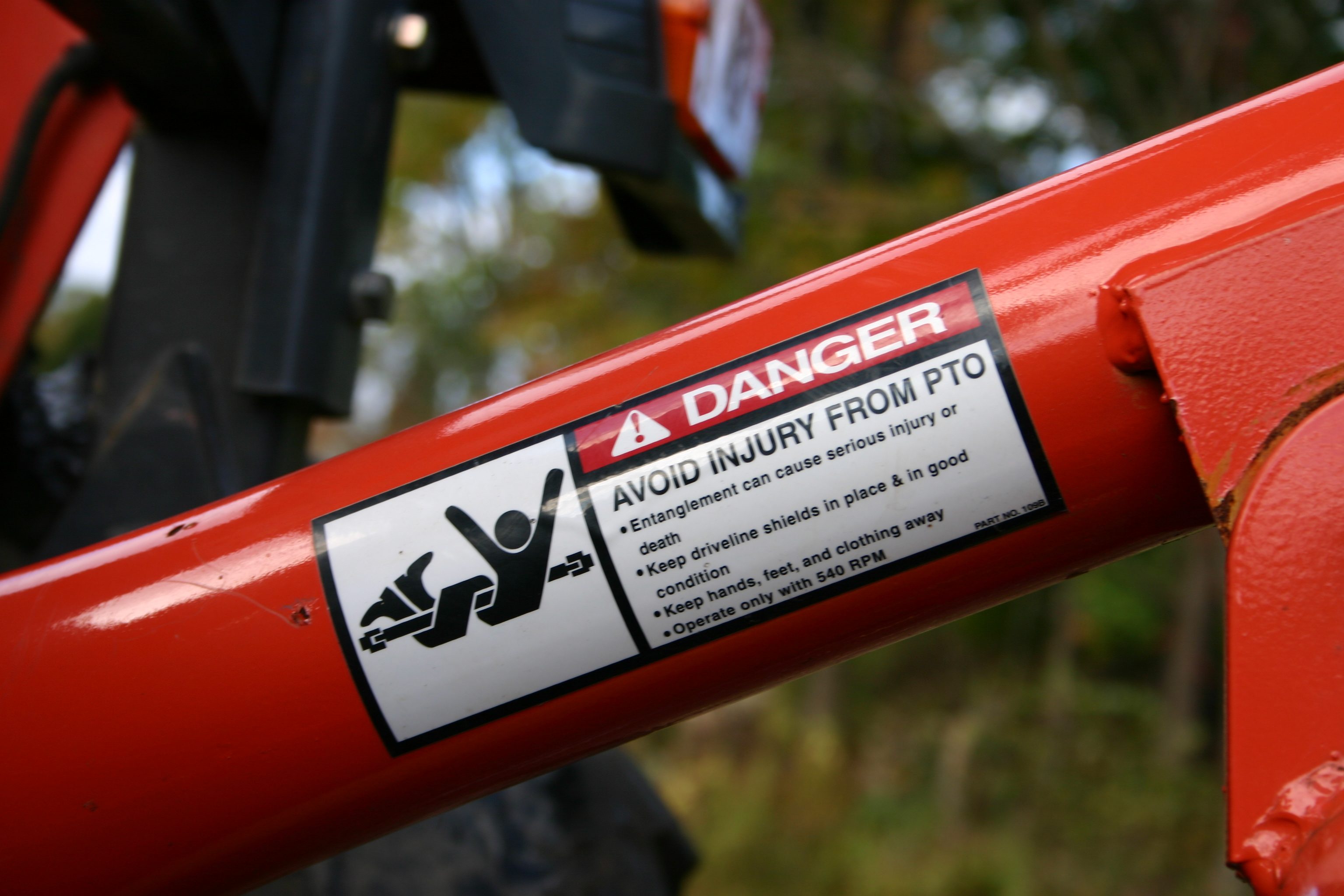
Pittogramma di pericolo conforme alla norma ANSI Z535 applicato su una presa di potenza.

Il rischio è la possibilità che succeda qualcosa di negativo, come un danno o un evento indesiderabile. Implica l'incertezza sugli effetti/implicazioni di un'attività rispetto a qualcosa che gli esseri umani apprezzano (come la salute, il benessere, la ricchezza, la proprietà o l'ambiente), spesso concentrandosi su conseguenze negative e indesiderabili. Sono state proposte molte definizioni differenti. La definizione standard internazionale di rischio per la comprensione comune in diverse applicazioni è "effetto dell'incertezza sugli obiettivi". La nozione implica che una scelta influenzi il risultato. Le stesse perdite potenziali possono anche essere chiamate "rischi". Sebbene ogni comportamento umano sia rischioso alcuni hanno una percentuale di rischio maggiore.
Per "rischio" possiamo indicare anche la distribuzione dei possibili scostamenti dai risultati attesi per effetto di eventi di incerta manifestazione, interni o esterni ad un sistema. In questa definizione, il rischio non ha solo un'accezione negativa (downside risk), ma anche una positiva (upside risk). Esso è definito dal prodotto della frequenza di accadimento e della gravità delle conseguenze (magnitudo).

## Concetto di rischio
Quello del rischio è un concetto connesso con le aspettative umane e la loro capacità di predizione/intervento in situazioni non note od incerte. Indica un potenziale effetto su un bene che può derivare da determinati processi in corso o da determinati eventi futuri. Nel linguaggio comune, rischio è spesso usato come sinonimo di probabilità di una perdita o di un pericolo/minaccia.
Ci sono molte definizioni di rischio che dipendono dalle applicazioni e dal contesto. Più in generale, ogni indicatore di rischio è proporzionale all'effetto atteso e alla sua probabilità di accadimento.
Le denominazioni dipendono quindi dal contesto del danno e dal suo metodo di misura; ad esempio, nella perdita di una vita umana, il rischio è focalizzato sulla probabilità dell'evento, sulla sua frequenza e circostanza.
Le normative ISO più recenti, in particolare la ISO 31000, definiscono il rischio come "effetto dell'incertezza sugli obiettivi", precisando che tale effetto può essere sia positivo che negativo. Quando il rischio ha effetto positivo allora si chiama opportunità. La parola "rischio" appare quindi più o meno sovrapponibile alla coppia "rischio/opportunità", anche se nelle applicazioni pratiche si considerano soprattutto gli effetti indesiderati (a parte quando si tratta esplicitamente lo sviluppo migliorativo per cui si perseguono opportunità).
In genere il valore del "rischio reale" risulta differente sia dal "rischio ipotetico" (che è il valore ottenuto da stime tecnico-scientifiche) sia dal "rischio apparente" (che è soggettivo, in quanto dipendente dalla percezione umana del rischio).

### Rischio per l'impresa
All'interno di un'impresa i rischi possono essere divisi anche in:
- Rischio economico quando incide sui risultati reddituali; legato all'equilibrio tra costi e ricavi;
- Rischio finanziario quando incide sulla liquidità aziendale; legato all'equilibrio tra flussi monetari in entrata e in uscita;
- Rischio patrimoniale quando incide direttamente sulle attività e sul patrimonio dell'impresa;
- Rischio penale, quando incide sulle conseguenze penali per l'impresa;
- Rischio in ambito sicurezza sul lavoro, quando incide sulla salute e sicurezza dei lavoratori, con conseguenze in ambito civile e penale.

## Valutazione del rischio
Il rischio è definito come combinazione di probabilità e di magnitudo (severità) di possibili lesioni o danni alla salute, in una situazione pericolosa; la valutazione del rischio consiste nella valutazione di tali probabilità e
gravità; tutto allo scopo di scegliere le adeguate misure di sicurezza.
Nella valutazione degli scenari evolutivi possibili di un territorio, quali l'analisi di problematiche di carattere ambientale, il rischio è un valore definito dal prodotto:
R = P × Vu × Val
dove
- P è la pericolosità dell'evento in analisi, ovvero la probabilità che un fenomeno accada in un determinato spazio con un determinato tempo di ritorno;
- Vu è la vulnerabilità, ovvero la predisposizione da parte di persone, beni o attività a subire danni o modificazioni in conseguenza del verificarsi di un evento (cioè la minaccia ovvero una causa potenziale del rischio, la sorgente); le minacce sfruttano le vulnerabilità, determinando un rischio;
- Val è il valore che l'elemento esposto al pericolo assume in termini di vite umane, economici, artistici, culturali o altro.

In generale, il rischio è funzione di: probabilità e gravità. La probabilità è funzione di vulnerabilità e minaccia (nelle implementazioni pratiche si considera quasi sempre la probabilità associata alla sola vulnerabilità, perché le minacce sono più complesse da ponderare). La gravità è funzione dell'impatto (effetto) e questo dipende dal valore dell'asset soggetto al rischio. Il rischio, nella pratica, è sempre relativo ad un evento cioè occorre passare da una definizione astratta (la gravità teorica) ad una contingente (l'effetto del rischio mitigato da una contromisura specifica, localizzata nello spazio e nel tempo).

## Trattamento del rischio
Come espone la ISO 31000 le categorie di trattamento del rischio sono:
- evitare il rischio (ad esempio: si annulla un'attività programmata o si cessa un'attività in esecuzione o si abolisce un asset);
- assumere il rischio (che significa prendere in carico il rischio, cioè attraversarlo ma attivando un piano di mitigazione);
- modificare il rischio (impatto, minaccia, vulnerabilità, e quindi gravità e probabilità); la modifica del rischio è spesso una condizione o una conseguenza dell'assunzione del rischio e relativa mitigazione;
- condividere il rischio (trasferire, distribuire);
- ritenere il rischio (che significa mantenere il rischio senza attivare opzioni di trattamento[4]), accettandolo consapevolmente così com'è.

Come si vede assumere/mitigare il rischio è una cosa, ritenere/accettare il rischio è un'altra (la differenza è che nel primo caso si attua un piano di contenimento, nel secondo caso non si fa nulla ma lo si fa con coscienza, facendo una scelta informata, rischiando ma "ad occhi aperti").
Nel caso di rischi a potenziale effetto positivo (cioè le opportunità) il piano di azione ovviamente non è di "mitigazione" ma diventa un "piano di miglioramento" (cambia il "segno algebrico" del tipo di rischio ma la metodologia di controllo è la medesima).

### Valutazione professionale
Nella valutazione del rischio professionale il concetto di rischio combina la probabilità del verificarsi di un evento con l'impatto che questo evento potrebbe avere e con le sue differenti circostanze di accadimento. Secondo la teoria dei prezzi Black-Scholes quando si tratta di beni quotati sul mercato tutte le probabilità e gli impatti sono incorporati nel prezzo. In tale contesto, la simulazione finanziaria, è lo strumento/il mezzo che permette all’investitore (privato/professionista) una valutazione più accurata e precisa sull’esposizione al rischio calcolata sulle probabilità a livello matematico/statistico.

### Rischio di progetto e riserva
Nella gestione progetti (es. in edilizia, infrastrutture, sistemi informativi, impianti, eventi, sviluppo nuovi prodotti, ecc.) il rischio è un aspetto fondamentale e inevitabile. La parola stessa "progetto" (termine etimologicamente associato alla proiezione verso il futuro di idee o azioni) implica che non tutte le situazioni/eventi sono certi e che rimane un'incertezza che può generare eventi ed effetti anche dirompenti sugli obiettivi di progetto. Il rischio viene quindi analizzato, classificato, indirizzato e monitorato secondo diverse metodologie e strumenti (es. esempio analisi cause-effetti). Spesso si definisce un piano d'azione per il rischio in cui si affronta e contrasta il rischio nel corso dell'esecuzione del progetto con delle azioni mitiganti (ad esempio indagini supplementari esplorative, test di tecnologie prima dell'utilizzo) e una riserva economica residua del rischio, data dalla probabilità di accadimento del rischio e dagli effetti stimati - a valle delle azioni mitiganti incluse nel piano d'azione del rischio. I costi totali di progetto sono quindi formati dai costi base di progetto, dai costi di esecuzione del piano d'azione del rischio e dalla riserva residua.